# Frederik Muller
Frederik Muller (ur. 22 lipca 1817 w Amsterdamie, zm. 4 stycznia 1881 tamże) – holenderski bibliograf i marszand. 
W 1876 roku razem z Frederikiem Adama van Scheltema założyli komercyjną galerię sztuki Frederik Muller & Co. w Amsterdamie. Specjalizowali się w sprzedaży książek i grafik, ale po śmierci Mullera Scheltema zaczął także zajmować się malarstwem olejnym, a firma zyskała międzynarodowe uznanie.